# Un amore tutto suo
(Tagline del film)
Un amore tutto suo (While You Were Sleeping) è un film statunitense del 1995 diretto da Jon Turteltaub.

## Trama
Chicago. Lucy è una ragazza che lavora alla biglietteria della metropolitana. Vive una solitaria esistenza, senza un compagno né una famiglia, nella vana attesa che Peter, un affascinante e misterioso ragazzo che vede tutte le mattine alla fermata, si accorga di lei. Anche la vigilia di Natale, momento che rende la ragazza ancor più sconsolata, incappa nel ragazzo di cui è innamorata, e come sempre non riesce a dirgli nulla del suo sentimento segreto. Quella mattina, però, Peter viene rapinato e gettato sui binari, dove sbatte la testa perdendo conoscenza: Lucy accorre e lo trascina via, salvandogli la vita prima che un treno lo investa.
La ragazza porta Peter in ospedale, dove viene ricoverato in coma. Qui un'infermiera, fraintendendo, pensa che Lucy sia la sua fidanzata, gettandola suo malgrado in una interminabile serie di equivoci quando arriva al capezzale del ragazzo la sua numerosa famiglia, da cui peraltro la ragazza è subito benvoluta. La solitaria Lucy non riesce a esimersi dal mentire ogni giorno di più, anche perché una parte di sé è finalmente felice di essere circondata da tanto affetto. L'unico a tenere le distanze è Jack, il fratello di Peter, il quale non fa nulla per nascondere i suoi dubbi sui racconti della ragazza; ciò nonostante, tra i due nasce ben presto un'attrazione che porta ancor più scompiglio in questo complicato equilibrio di amore e bugie.

## Produzione

### Cast
Inizialmente il ruolo di Lucy era stato affidato a Demi Moore, tuttavia quando Sandra Bullock espresse interesse nei confronti del film, dichiarando di avere molto in comune con il personaggio, la produzione sostituì la Moore con la Bullock.

### Riprese
Parte del film è stato girato nella Lake Point Tower a Chicago. La stazione della metropolitana vista nel film è la State/Lake, sempre a Chicago.

## Distribuzione
Negli Stati Uniti è uscito nelle sale cinematografiche il 21 aprile 1995. In Italia, invece, è uscito il 31 agosto.

## Accoglienza

### Incassi
Il film andò molto bene ai botteghini, incassando 9 288 915 dollari nel primo fine settimana di proiezione e un totale di 182 057 016 dollari in tutto il mondo. Inoltre il film fu il quinto più visto nel 1995 negli Stati Uniti. Un amore tutto suo, insieme al contemporaneo Speed, contribuì a lanciare in maniera definitiva la carriera di Sandra Bullock.

## Colonna sonora
Queste le tracce dell'album contenente la colonna sonora del film:
1. Opening
2. Peter's Family
3. Love Theame
4. An Untimely Accident
5. Phone Tag
6. Dreaming Of Florence
7. He's Alive
8. Riverside Walk
9. A Testicular Situation
10. Jack And Lucy
11. Leave It To Sol
12. The Dream Is Over
13. Sound Advice
14. Tear Jerking Tale
15. Bumpy Encounter
16. A Happy Ending

## Riconoscimenti
- 1996 - Golden Globe
  - Candidatura Miglior attrice in un film commedia o musicale a Sandra Bullock
- 1996 - BMI Film & TV Awards
  - Migliori musiche a Randy Edelman
- 1996 - Golden Screen
  - Miglior film
- 1996 - MTV Movie Awards
  - Candidatura Miglior performance femminile a Sandra Bullock
  - Candidatura Attrice più attraente a Sandra Bullock
- 1996 - Artios Award
  - Candidatura Miglior cast per un film commedia
- 1996 - American Comedy Award
  - Candidatura Attrice più divertente in una commedia a Sandra Bullock